# 22852 Kinney
22852 Kinney è un asteroide della fascia principale. Scoperto nel 1999, presenta un'orbita caratterizzata da un semiasse maggiore pari a 2,3229326 UA e da un'eccentricità di 0,1678634, inclinata di 4,51657° rispetto all'eclittica.